# 大きいお友達
大きいお友達（おおきいおともだち）もしくは大きなお友達（おおきなおともだち、おっきなおともだち）は、本来は子供（児童）を対象とした嗜好物に夢中になる成年者・青年を指す言葉である。大友（おおとも）と略される。また鉄道をはじめとする、子ども向けのイベントなどに参加する若年者～成人についてもそのように呼ばれている。

## 歴史
「大きいお友達」がいつ頃登場し、その呼称が使用されるようになったのかははっきりとしていない。
子供向けのヒーロー・ヒロインショーなどで、司会のナレーターが本来の対象年齢である子供たちに対して、大人の観覧者を「大きいお友達」と呼んで区別していた、という説（ショーなどで観覧者である子供たちに応援などの要請をすることがあり、その際に「大きいお友達は…」「大きいお友達も…」と呼びかけた、など）があるが、裏付けが取れておらず、都市伝説の域を出ていない。このため、誰が最初に言い始めたのかは不明となっている。
児童・少年・少女向けのアニメ・漫画・特撮ヒーロー番組などに夢中になっているおたくや大人のマニアという意味での「大きいお友達」という言葉・概念は、『美少女戦士セーラームーン』のヒット以降に広まったとされる。
1982年放送の『魔法のプリンセス ミンキーモモ』において内容は女児向け、キャラクターは大学生向けとして製作していたという噂・説が取り沙汰され、同作品の影響で1980年代から製作サイドに「大きいお友達」が意識され始めたとされる。しかし、『ミンキーモモ』の構成・脚本を担当した首藤剛志は、生前に連載していたweb上のコラムでこの説を明確に否定しており、想定外の年齢層にある視聴者からそのように受け取られたり、アニメ雑誌などでそのような噂を書かれたりすることに対する不快感を表明していた。
2000年代では『プリキュアシリーズ』や『アイカツ!』など多くの女児向け作品が成人男性にも興味を持たれる一方で、『オシャレ魔女♥ラブandベリー』は、“大きいお友達”が寄りつかないように意図的にデザインされたと製作者が明言している。
一方で、「小さいお友達」向けと「大きいお友達」向けというように、シリーズが二極化した例もある。男児向け作品である『トランスフォーマーシリーズ』は、元来子供向けであるにもかかわらず、主力商品たる変形ロボット玩具が技術の進歩により複雑化の道を辿り、低年齢層にとって遊びにくいものとなってしまったために二極化を迫られたのである（トランスフォーマー カーロボット#玩具展開参照）。